# 리어 팔

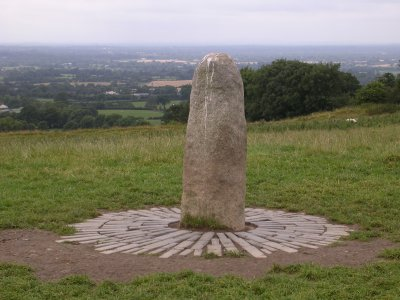
타라 지역에서 리어팔이라고 생각해온 돌

리어 팔(아일랜드어: Lia Fáil [ˌl̠ʲiə ˈfɑːl̠ʲ])은 아일랜드 신화에서 투어허 데 다넌이 지닌 4대 비보 중의 하나이다. 대관석, 성스러운 돌이라고도 불린다.
팔리아스(Falias)에 있는 돌로서, 정당한 왕이 대관식에서 서면 큰 소리로 외치는 소리를 내며 예언을 한다고 한다.

## 같이 보기
- 아르드리
- 4대 비보